# Os Métodos de Sima
Os Métodos de Sima (também conhecido como A Arte da Guerra do Marechal ) é um texto que discute leis, regulamentos, políticas de governo, organização militar, administração militar, disciplina, valores fundamentais, táticas e estratégia. É considerado um dos Sete Clássicos Militares da antiga China. Foi desenvolvido no estado de Qi durante o século 4 a.C., em meados do Período dos Reinos Combatentes.

## Resumo do conteúdo

### Foco geral
Na Dinastia Han do Leste, Os Métodos de Sima foi classificado como uma obra que descreve ritos e decoro (禮) por Ban Gu, em grande parte porque aborda métodos de organização, administração e disciplina com muito mais profundidade do que estratégia ou táticas de campo de batalha. Os Métodos de Sima raramente discute questões diretamente relacionadas ao comando no campo de batalha, concentrando-se em como iniciar, administrar e conduzir campanhas militares. As poucas discussões sobre estratégia e tática que aparecem na obra são amplas, gerais e comuns aos outros Sete Clássicos Militares. O texto enfatiza a diferenciação ritual entre os domínios civil e militar (wen e wu), e marca a complementaridade entre ambos (por exemplo, no capítulo 天子之義, 文與武左右也).

### A Justificativa da Guerra
Os Métodos de Sima promove a ideia de que a guerra é necessária para a existência do Estado, fornecendo o meio principal de punir o mal e resgatar os oprimidos, e que seu uso criterioso constitui o alicerce do poder político. Afirma que é preciso manter um equilíbrio entre guerra e paz para a prosperidade do Estado: os Estados que negligenciam seus exércitos perecem tão rapidamente quanto aqueles que recorrem excessivamente à guerra. O livro defende a visão de que a guerra é uma necessidade infeliz para se alcançar a paz.
Os colaboradores de Os Métodos de Sima enfatizam que os papéis civil e militar adequados devem ser distinguidos, em razão de seus valores contraditórios. A cultura civil é vista como austera, distante e lânguida, valorizando cortesia e benevolência, enquanto a cultura militar é entendida como severa, dura e ativa, valorizando ordem e disciplina. Os autores de Métodos destacam que a Virtude (德) do povo declina tanto quando civis agem de forma apropriada a soldados, quanto quando soldados agem de maneira apropriada a civis. O Rei deve comportar-se de forma diferenciada nesses dois âmbitos e esperar coisas distintas de seus cidadãos. Na vida civil, deve cultivar o povo por meio de educação e promoção da cultura regional.
Os Métodos de Sima insiste que a única justificativa para a guerra é auxiliar as pessoas comuns. Como a guerra deve beneficiar os povos de todos os Estados envolvidos para ser legítima, as nações precisam evitar ações que prejudiquem a população dos Estados inimigos, e medidas que possam antagonizar os súditos são severamente proibidas. Ao identificar a única justificativa para a guerra como a erradicação de um governo perverso, os Métodos encorajam os comandantes a promoverem formalidades acusatórias cerimoniais antes de iniciar uma campanha, e torna imprescindível que os soldados do exército compreendam o caráter virtuoso de sua missão. Essas políticas têm a finalidade utilitarista de fortalecer o moral e enfraquecer a resistência do inimigo.

### A Importância da Disciplina
O texto declara que um exército perfeitamente unificado tem maiores chances de sucesso. Isso exige que o Imperador e seus representantes imponham disciplina rígida. As leis devem ser claras e consistentes, aplicadas com total imparcialidade. Deve haver também atenção ativa contra perturbações e sedições. Os comandantes devem estar atentos a boatos e dúvidas, abordando-os rapidamente. Precisam, ainda, ser capazes de liderar pelo exemplo. Armas e táticas devem ser estudadas a fundo. Armas inimigas podem ser copiadas se forem superiores.
Os colaboradores do livro desenvolvem consideravelmente a questão da disciplina militar. Recompensas e punições são necessárias para moldar o comportamento no exército. Como uma pessoa valiosa poderia se tornar arrogante e prejudicar a coesão militar caso a recompensa fosse excessiva ou imprevisível, as recompensas devem ser adequadas e consistentes para serem eficazes. A punição também requer ponderação. Quando o exército fracassa, o comandante deve incentivar todos a assumir responsabilidade, inclusive ele próprio. Se ele destacar um oficial específico, as tropas podem deduzir que somente esse oficial foi responsável, deixando de promover melhorias. 

## Autoria

### Autenticidade
Não há consenso sobre quem compôs Os Métodos de Sima. Sima Qian e historiadores modernos sugerem que ele provavelmente foi compilado a partir de diversos tratados militares já existentes no estado de Qi no século 4 a.C., na metade do Período dos Reinos Combatentes. Se Os Métodos de Sima foi compilado a partir de outros escritos militares preexistentes, a origem de seus textos componentes não pode ser determinada com certeza.
Atualmente, pois apenas cinco dos 155 capítulos relatados na Dinastia Han estão disponíveis, todas as edições de Os Métodos de Sima parecem ser remanescentes de uma obra maior e mais extensa. O livro vem sendo fielmente transmitido pelo menos desde a Dinastia Tang, mas o número reduzido de capítulos levou estudiosos da Dinastia Qing (em particular) a criticá-lo como apócrifo. Pesquisadores modernos, em geral, defendem a autenticidade do texto.

### Sima Rangju
Um dos nomes alternativos do livro é “Os Métodos de Sima Rangju”, com base na descrição de Sima Qian de que a obra se deve em grande parte ao famoso general Sima Rangju de Qi, no século 4 a.C. Sima Qian declara que, após a morte de Sima Rangju, o Rei Wei de Qi (r.356–320 a.C.) compilou todos os mais famosos escritos militares então existentes em Qi, dos quais os escritos de Sima Rangju eram parte central. De acordo com Sima Qian, o livro resultante foi Os Métodos de Sima.

### Outros escritores de Qi
Outra perspectiva, defendida por estudiosos modernos como Liu Yin, sustenta que o material central de Os Métodos de Sima foi criado durante o reinado do Duque Huan de Qi (r.685–643 a.C.), servindo de orientação para que o Duque Huan se tornasse um hegemônico regional (霸). Um século depois, o Duque Jing de Qi (r.547–490 a.C.) supostamente aplicou a obra em sua empreitada bem-sucedida de retomar terras antes perdidas para Qin e submeter vários outros senhores feudais. Segundo essa teoria, os textos usados por esses governantes foram compilados durante o reinado do Rei Wei de Qi, e o livro resultante passou a ser conhecido como Os Métodos de Sima.
Outros autores históricos associados aos clássicos militares chineses podem ter contribuído para Os Métodos de Sima. Como Sun Bin era parente de Sima Rangju e serviu como conselheiro militar em Qi no século 4 a.C., por volta da época em que se compilou Os Métodos de Sima, alguns estudiosos teorizam que os escritos de Sun Bin podem ter contribuído para a obra. Uma vez que todas as fontes relacionam Os Métodos de Sima ao estado de Qi, e considerando que Jiang Ziya foi investido como Duque de Qi pouco antes de sua morte, outros pesquisadores acreditam que a tradição dos escritos de Jiang Ziya também tenha influenciado a compilação do livro. Dado que a origem do livro é enigmática, a autoria de Os Métodos de Sima não pode ser provada nem refutada.